# Campionato americano femminile di pallacanestro 2023
Il 17º Campionato americano femminile di pallacanestro FIBA (noto anche come FIBA Women's AmeriCup 2023) si è svolto dal 1º al 9 luglio 2023 a León, in Messico.

## Classifica finale
| Campione d'America | Campione d'America | Campione d'America |
| --- | ------------------ | --- |
| Brasile3 Ramona, 4 Sossô, 5 Rapha Monteiro, 6 Sassá, 8 Tainá, 10 Kamilla, 12 Damiris, 14 Érika, 15 Aline, 18 Débora, 23 de Oliveira, 24 Alana, All. José Neto |                    | |
| Argento | Stati Uniti        | Stati Uniti4 Johnson, 5 Spear, 6 Phelia, 7 Jackson, 8 Gray, 9 Kelly, 10 Reese, 11 Osborne, 12 Hsu, 13 Marshall, 14 Barker, 15 Betts, All. Kamie Ethridge                          |
| Bronzo | Canada             | Canada1 Konig, 2 Colley, 3 Russell, 4 Hill, 8 Prosper, 9 Ejim, 10 Potter, 12 Swords, 14 Alexander, 21 Fields, 24 Edwards, 30 Hanson, All. Víctor Lapeña                           |
| 4. | Porto Rico         | Porto Rico0 O'Neill, 2 Jones, 5 Rosado, 11 Roma, 13 Satterfield, 21 Hollingshed, 22 Guirantes, 23 San Antonio, 24 Gwathmey, 25 Quiñones, 33 Pagán, 55 Benítez, All. Jerry Batista |
| 5. | Colombia           | Template:Colombia femminile pallacanestro americano 2023 |
| 6. | Venezuela          | Venezuela2 Rivera, 3 Pico, 6 Corrales, 7 Díaz, 8 Márquez, 9 Wallen, 11 Durán, 13 Urbina, 14 Pérez, 19 Quevedo, 22 Fajardo, 25 Martínez, All. Eduardo Pinto                        |
| 7. | Argentina          | Argentina2 D'Urso, 3 Mungo, 5 García, 8 Boquete, 9 Fiorotto, 10 Burani, 11 Gretter, 13 Gentinetta, 14 Chagas, 20 Suárez, 27 Vilches, 55 Fontana, All. Gregorio Martínez           |
| 8. | Messico            | Messico3 Valenzuela, 4 Gallegos, 5 Luna, 6 Ávila, 7 Martínez, 8 Beltrán, 10 Ramos, 11 Payán, 13 Lara, 22 Ramírez, 23 Hernández, 68 Peraza, All. Lindsey Harding                   |
| 9. | Cuba               | Cuba9 Amargo, 10 Claro, 11 Montero, 12 Vargas, 17 Jourdain, 22 Despaigne, 24 Tanis, 30 Armentero, 32 Guilarte, 55 Tornell, 80 Neyra, 87 Contreras, All. Margarito Pedroso         |
| 10. | Rep. Dominicana    | Template:Repubblica Dominicana femminile pallacanestro americano 2023 |